# Isla Huevo (Antártida)
La isla Huevo es una isla de forma circular, con 2,8 kilómetros de diámetro, que alcanza una altitud máxima de 310 metros. Forma parte de las islas Andersson (o Águila), situadas entre la costa este de la península Trinidad y la isla Vega, en aguas del canal Príncipe Gustavo, en el extremo norte de la península Antártica. Se encuentra 1,9 kilómetros al este de la isla Cola.

## Historia y toponimia
Probablemente fue vista por primera vez por la Expedición Antártica Sueca entre 1901 y 1904. Fue cartografiada en agosto de 1945 por el British Antarctic Survey y nombrada Egg por su forma y cercanía a las islas Águila, Pico y Cola. La toponimia antártica de Argentina (de 1970) y Chile (en 1951 y 1974) tradujeron el nombre al castellano. En 1959 también figuró en Argentina como isla Santa Isabel.

## Reclamaciones territoriales
Argentina incluye a la isla en el departamento Antártida Argentina dentro de la provincia de Tierra del Fuego, Antártida e Islas del Atlántico Sur; para Chile forma parte de la comuna Antártica de la provincia Antártica Chilena dentro de la Región de Magallanes y de la Antártica Chilena; y para el Reino Unido integra el Territorio Antártico Británico. Las tres reclamaciones están sujetas a las disposiciones del Tratado Antártico.
Nomenclatura de los países reclamantes:
- Argentina: isla Huevo[5][6]
- Chile: isla Huevo[7]
- Reino Unido: Egg Island[3]